# عقد لمفاوية حرقفية مشتركة
العقد اللمفاوية الحرقفية المشتركة 4 إلى 6 في العدد تتجمع خلف وعلى جوانب الشريان الحرقفي الأصلي، واحدة أو اثنتين يقعان أسفل انشعاب الأبهر، أمام الفقرة القطنية الخامسة. تنزح العقد بشكل رئيسي العقد اللمفاوية الحرقفية الخارجية والداخلية، وتصرف إلى العقد اللمفية المجاورة للأورطى.